# The Transporter
Người vận chuyển (tựa tiếng Anh: The Transporter, tựa tiếng Pháp: Le Transporteur) là bộ phim hành động / võ thuật / tâm lý của Mỹ do Louis Leterrier và Corey Yuen làm đạo diễn, phim được phát hành vào năm 2002. The Transporter có sự tham gia của Jason Statham, Thư Kỳ, François Berléand, Matt Schulze và Ric Young.

## Nội dung
Frank Martin là một người vận chuyển tài ba, anh có thể vận chuyển mọi loại hàng hóa, ba điều luật Frank tự đặt ra cho mình là: không đổi hợp đồng, không hỏi tên, không mở gói hàng. Vào cảnh đầu phim, ở Paris, Frank đã chở một băng cướp chạy thoát khỏi cảnh sát sau vụ cướp ngân hàng. Băng cướp này nhờ Frank chở chúng đến Avignon nhưng Frank từ chối vì hợp đồng là chỉ đến ngoại ô Paris, băng cướp liền lên xe khác chạy đi, Frank lái xe về nhà. Ông bạn thân của Frank là thanh tra Tarconi rất nghi ngờ Frank giúp đỡ băng cướp trốn thoát, may mắn là ông ta không có bằng chứng buộc tội Frank.
Ngày hôm sau, Frank được bọn gangster thuê chở hàng, anh phải giao gói hàng cho tên trùm buôn người Darren Bettencourt. Đang trên đường giao hàng, Frank mở gói hàng ra do thấy nó nhúc nhích, Frank phát hiện có cô gái người Hoa nằm bên trong. Cô gái định bỏ chạy rồi bị Frank đuổi theo bắt lại. Sau khi Frank giao hàng cho Bettencourt, Bettencourt bảo thuộc hạ cài bom vào xe của Frank. Lúc đang về nhà, Frank ghé qua trạm xăng để ăn uống, vừa ra khỏi xe thì chiếc xe nổ tung. Frank hiểu Bettencourt muốn thủ tiêu mình, anh tức giận trở lại căn biệt thự của Bettencourt, Frank đánh gục hết bọn thuộc hạ nhưng không tìm thấy Bettencourt. Frank cướp một chiếc xe trong garage rồi lái đi, cô gái người Hoa cũng đang nằm trong xe này.
Về nhà Frank, cô gái cho Frank biết cô ta tên Lai, cô ta đang là nạn nhân của một vụ buôn người từ Trung Quốc sang Pháp, kẻ cầm đầu trong vụ này là bố của Lai, ông này đang làm ăn với Bettencourt. Biết Frank còn sống nên Bettencourt cử vài tên sát thủ giết Frank, bọn sát thủ dùng hỏa tiễn bắn nổ nhà Frank. Frank và Lai nhảy xuống biển bơi qua căn nhà khác của Frank, họ bắt đầu yêu nhau từ đó. Frank và Lai vào phòng làm việc của Bettencourt để tìm hắn, tại đây họ gặp ông Kwai - bố của Lai. Bettencourt và ông Kwai gọi cảnh sát bắt Frank đi vì chúng vu khống Frank bắt cóc Lai. Ở đồn cảnh sát, Frank kể thanh tra Tarconi nghe rõ ràng về vụ buôn người của Bettencourt và ông Kwai chủ mưu, Tarconi đồng ý thả Frank để anh ta đi cứu Lai.
Frank đến sào huyệt của Bettencourt và ông Kwai, anh nhìn thấy chúng đưa Lai cũng như nhiều người Hoa khác lên xe chở đi buôn, Lai bị ông Kwai bắt ngồi chung xe hơi, còn những người Hoa kia ngồi trong những chiếc container. Trước khi xe chạy, Bettencourt bảo thuộc hạ xử lý Frank, tuy nhiên Frank đánh bại hết bọn này. Frank lấy xe đuổi theo Bettencourt và ông Kwai, vì chạy quá tốc độ nên xe hư giữa đường. Frank đành nhờ ông nông dân gần đó chở đi bằng máy bay nông nghiệp, sau đó anh nhảy xuống một chiếc container, giết chết Bettencourt và tên tài xế. Đoàn xe dừng lại, ông Kwai định bắn Frank nhưng Lai đã nhặt súng của tên thuộc hạ rồi bắn ông Kwai chết. Tarconi cùng lực lượng cảnh sát xuất hiện, Tarconi rất mừng vì Frank và Lai vẫn còn sống, họ đã cứu được những người Hoa trong container.

## Diễn viên
- Jason Statham vai Frank Martin
- Thư Kỳ vai Lai Kwai
- François Berléand vai Thanh tra Tarconi
- Matt Schulze vai Darren "Wall Street" Bettencourt
- Ric Young vai Ông Kwai
- Tonio Descanvelle vai Thuộc hạ của Bettencourt
- Laurent Desponds vai Thuộc hạ của Bettencourt
- Matthieu Albertini vai Thuộc hạ của Bettencourt
- Alfred Lot vai Cảnh sát Pháp
- Christian Gazio vai Cảnh sát Pháp